# Cavendish (Isola del Principe Edoardo)
Cavendish è una comunità rurale senza personalità giuridica nel comune di Lot 23, contea di Queens, Isola del Principe Edoardo, Canada.
Le industrie primarie della comunità sono il turismo e l'agricoltura che sostengono una popolazione molto piccola tutto l'anno. Cavendish è la più grande area turistica stagionale dell'Isola del Principe Edoardo con una popolazione media giornaliera nei mesi di luglio e agosto di circa 7.500 residenti. Era anche la casa di Lucy Maud Montgomery, scrittrice di Anna dai capelli rossi. Affermò che le piaceva sedersi vicino a una finestra e mentre osservava i campi di Cavendish, traeva ispirazione per il suo romanzo Anna dai capelli rossi.

## Geografia
Cavendish si trova a nord-ovest di North Rustico e ad est di Stanley Bridge, nella parte centrale della provincia, sulla costa settentrionale, di fronte al Golfo di San Lorenzo. Amministrativamente, fa parte della municipalità turistica di Stanley Bridge, Hope River, Bayview, Cavendish e North Rustico (37,74 chilometri quadrati (14,57 miglia quadrate)).

## Storia
Cavendish fu fondata nel 1790 da tre famiglie emigrate dalla Scozia: i MacNeil, i Clark e i Simpson. Priva di porto, Cavendish fu principalmente una piccola comunità agricola per tutto il XIX e la prima metà del XX secolo.
Cavendish fa risalire il suo nome al feldmaresciallo Lord Frederick Cavendish (figlio del terzo duca di Devonshire), colonnello del 34º reggimento di fanteria (Cumberland). Probabilmente fu donato dal residente locale William Winter, un ex ufficiale dell'esercito britannico, che diede il nome alla comunità in onore del suo protettore.

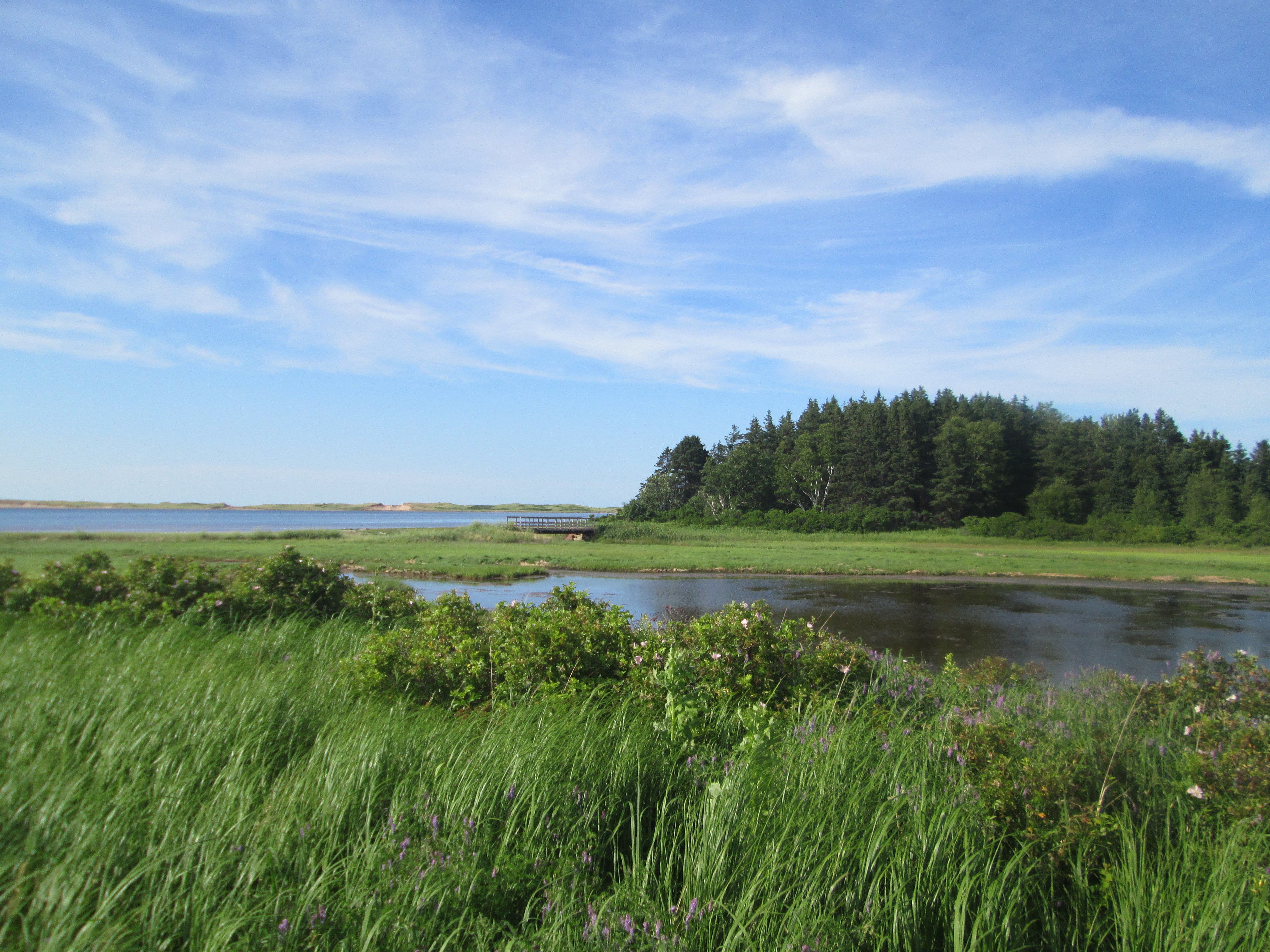
Scorcio panoramico rurale di Cavendish

L'autrice Lucy Maud Montgomery nacque nella vicina New London durante la tarda epoca vittoriana, e dopo la morte di sua madre fu portata a Cavendish per crescere nella casa dei suoi nonni materni, che avevano una casa e una piccola fattoria immediatamente a est del Cavendish United Presbyterian. Cimitero all'incrocio tra Cavendish Road e Cawnpore Lane. Montgomery visitava spesso anche i suoi cugini, la famiglia MacNeill, che possedeva una fattoria chiamata Green Gables situata a ovest dell'incrocio. In seguito avrebbe trovato lavoro nella comunità presso il Post Office Department come direttore delle poste presso l'ufficio postale di Cavendish. Le esperienze di Montgomery nella comunità formarono una forte impressione su di lei e in seguito avrebbe incluso gran parte delle sue esperienze in questa parte dell'Isola rurale del Principe Edoardo all'inizio del XX secolo nel blockbuster letterario Anne of Green Gables e nelle opere successive.

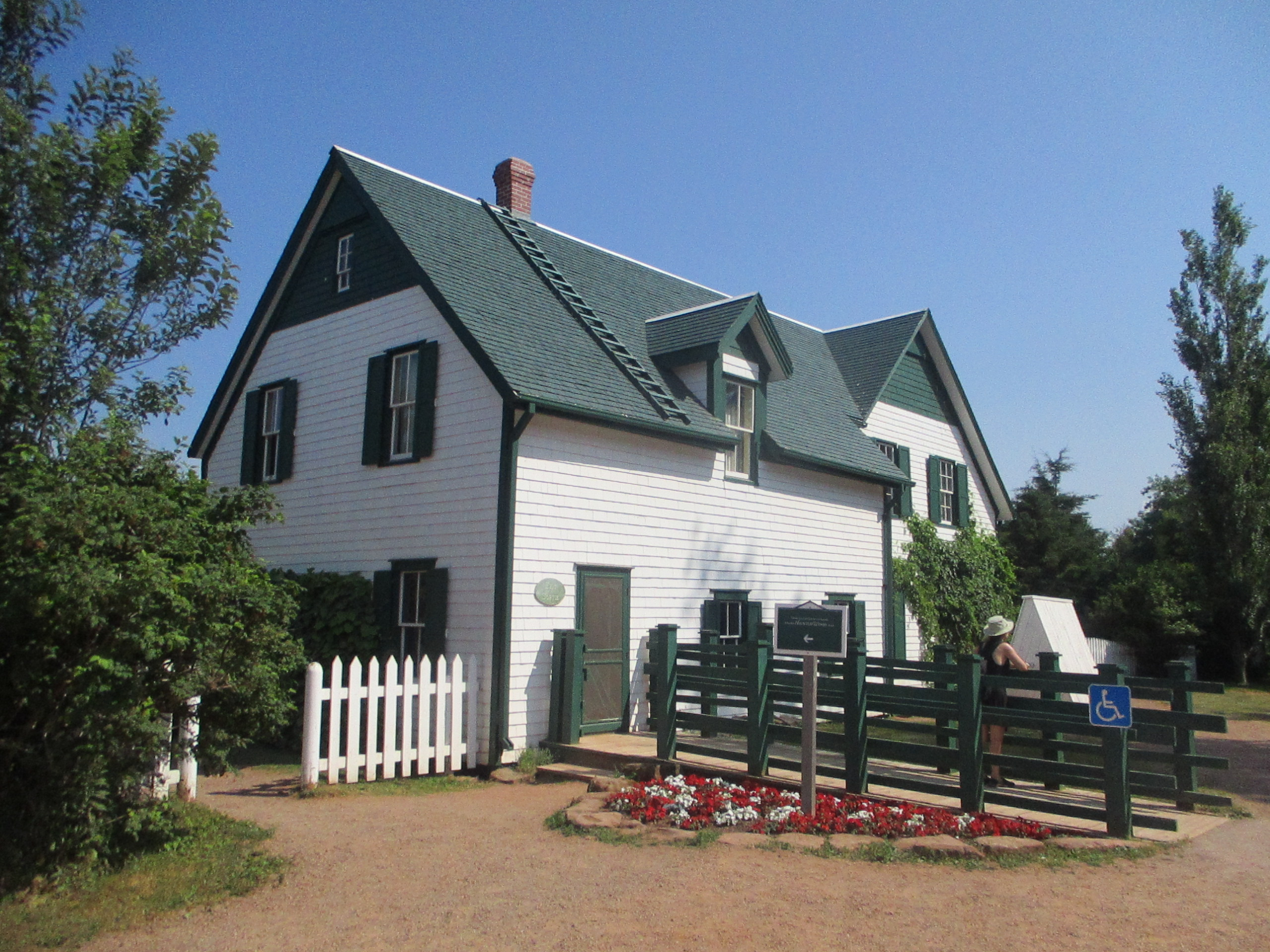
Green Gables

Prima degli scritti di Montgomery, il principale motivo di fama di Cavendish arrivò il 22 luglio 1883, quando il clipper a tre alberi Marco Polo, detentore del record mondiale, si incagliò e si spezzò sulla spiaggia di Cavendish.

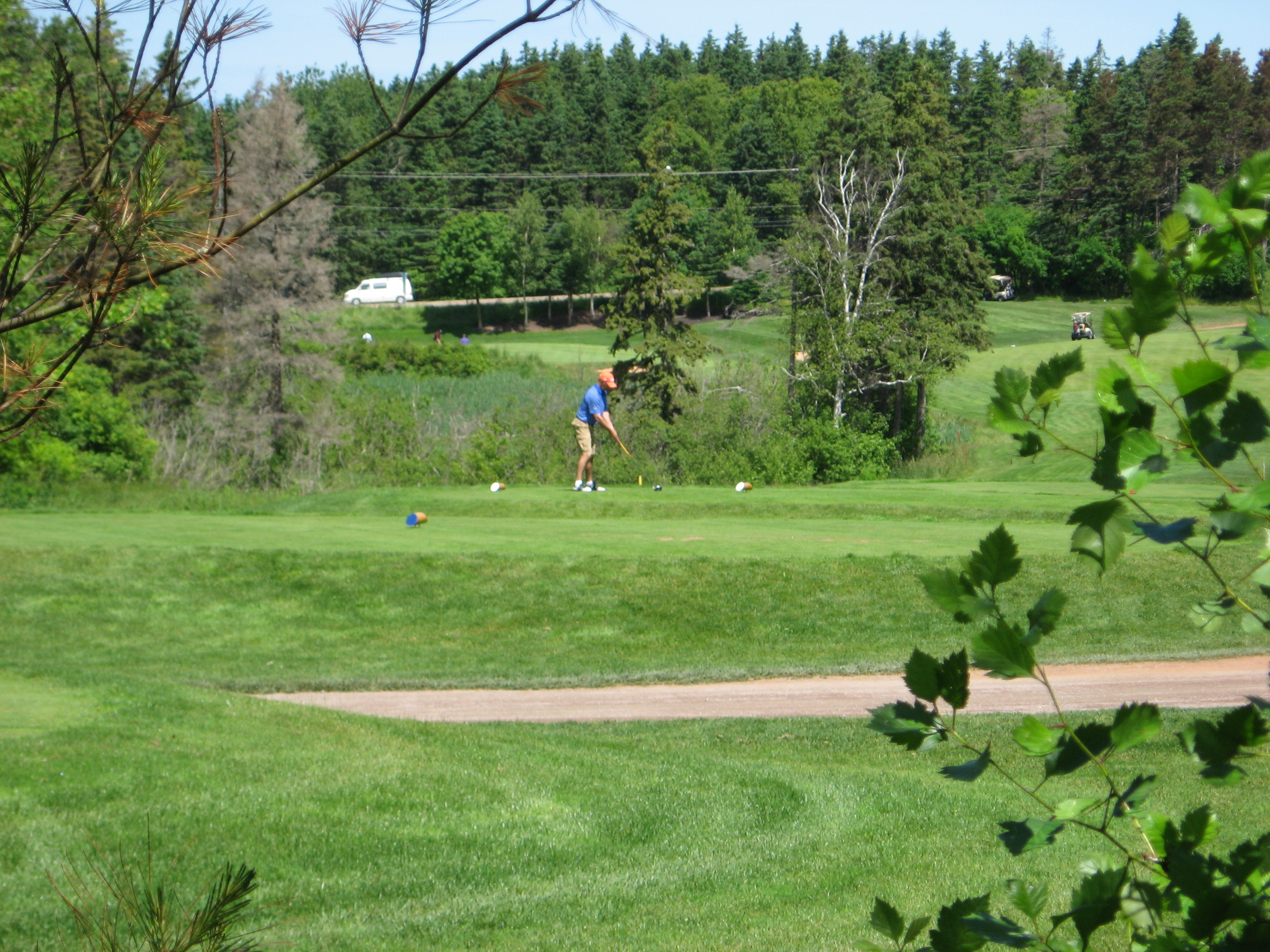
Campo da golf di Cavendish

In seguito al successo di critica degli scritti di Montgomery, nonché in concomitanza con l'aumento del turismo basato su veicoli in tutto il Nord America durante la prima metà del secolo, Cavendish iniziò ad evolversi principalmente in una comunità turistica.
Nel 1937, lungo 60 chilometri della costa provinciale del Golfo di San Lorenzo fu istituito il Parco nazionale dell'Isola del Principe Edoardo. Parte dell'esproprio del parco comprendeva anche la fattoria Green Gables della famiglia MacNeill. Il parco nazionale vantava anche molte delle migliori spiagge dell'Isola del Principe Edoardo, di cui Cavendish Beach era una delle più popolari. Per aumentare l'attrazione turistica nell'area, il parco nazionale ha anche sviluppato un campo da golf a 18 buche e ha aperto ai tour la fattoria Green Gables. Il luogo della casa d'infanzia di Montgomery è anche una popolare destinazione turistica.

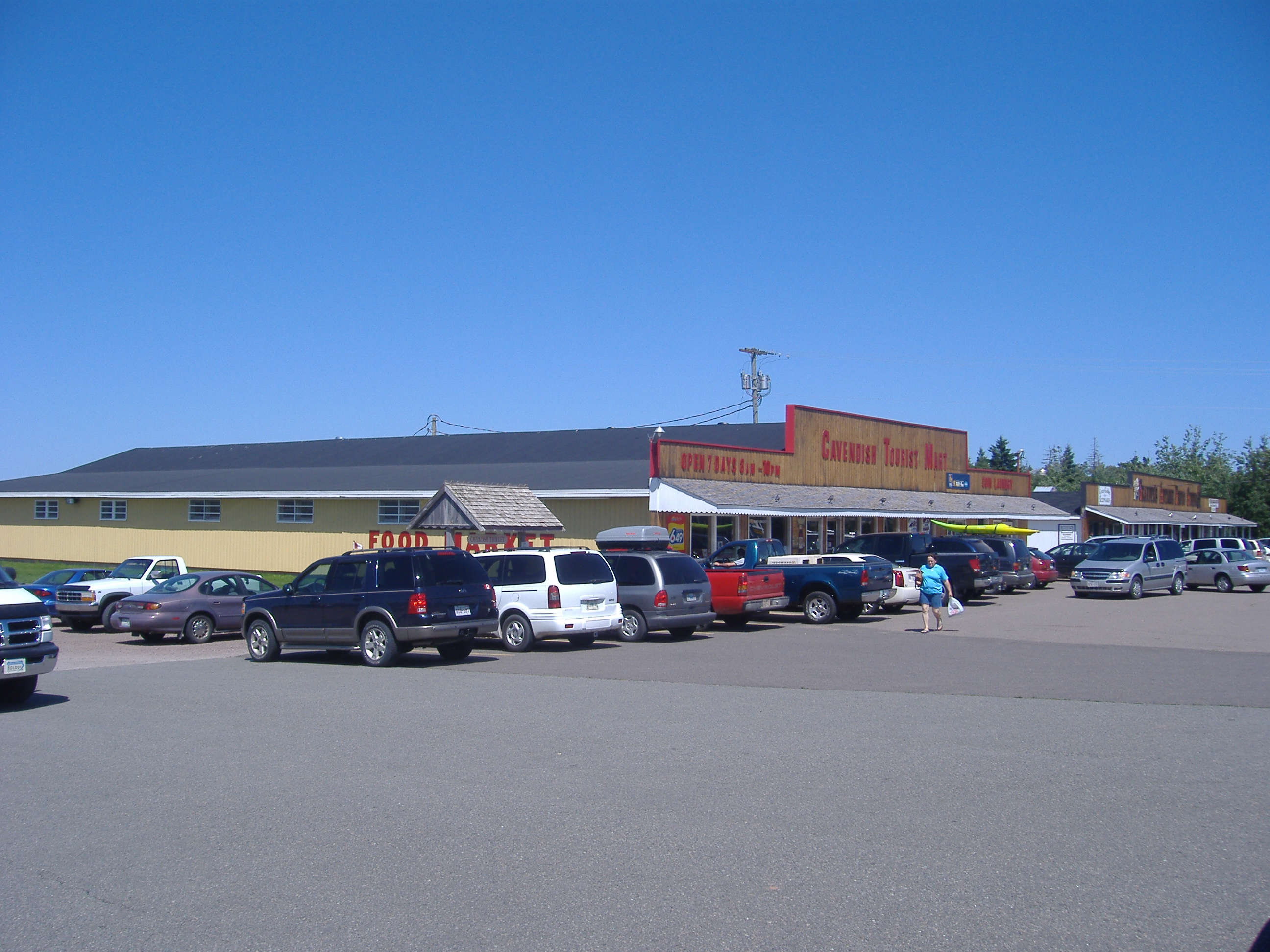
Centro di Cavendish

Il successivo sviluppo tra gli anni '50 e '90 vide la costruzione di motel, campeggi, parchi di divertimento e altre attrazioni, strutture per lo shopping, bar e ristoranti. Durante ogni settimana di luglio e agosto, la popolazione della comunità si espande mentre decine di migliaia di turisti affollano il parco nazionale e le attrazioni locali.
Nel 1990, Cavendish divenne parte del comune di Stanley Bridge, Hope River, Bayview, Cavendish e North Rustico.

## Punti di interesse

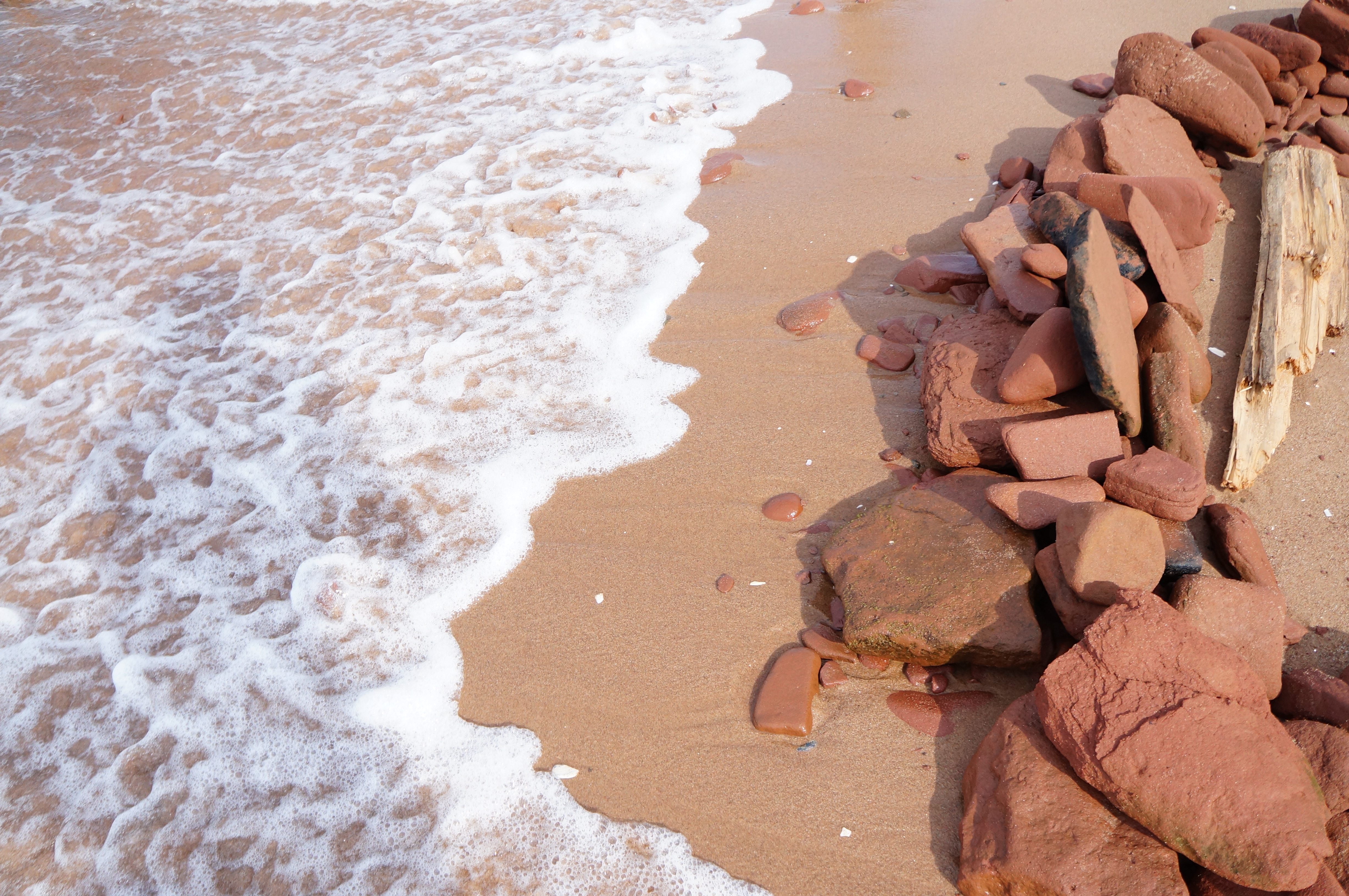
Onda dell'oceano sulla spiaggia di Cavendish.

- Cavendish Beach - Una spiaggia situata nel Parco nazionale dell'Isola del Principe Edoardo. Onda dell'oceano sulla spiaggia di Cavendish.

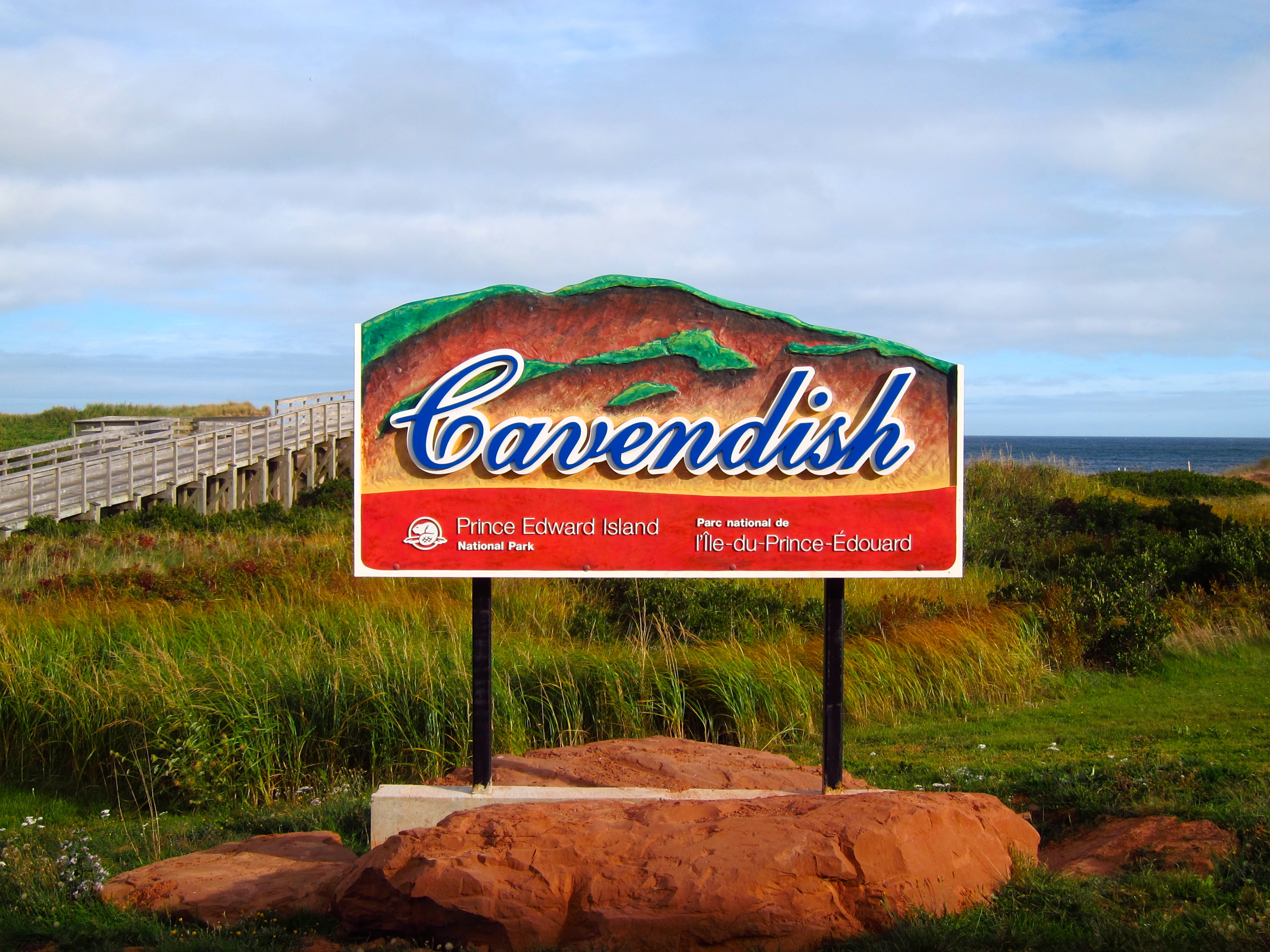
Parco nazionale dell'Isola del Principe Edoardo sulla spiaggia di Cavendish

- Parco nazionale dell'Isola del Principe Edoardo - Uno dei parchi nazionali canadesi che contiene Cavendish Beach. Parco nazionale dell'Isola del Principe Edoardo sulla spiaggia di Cavendish

## Nella cultura di massa

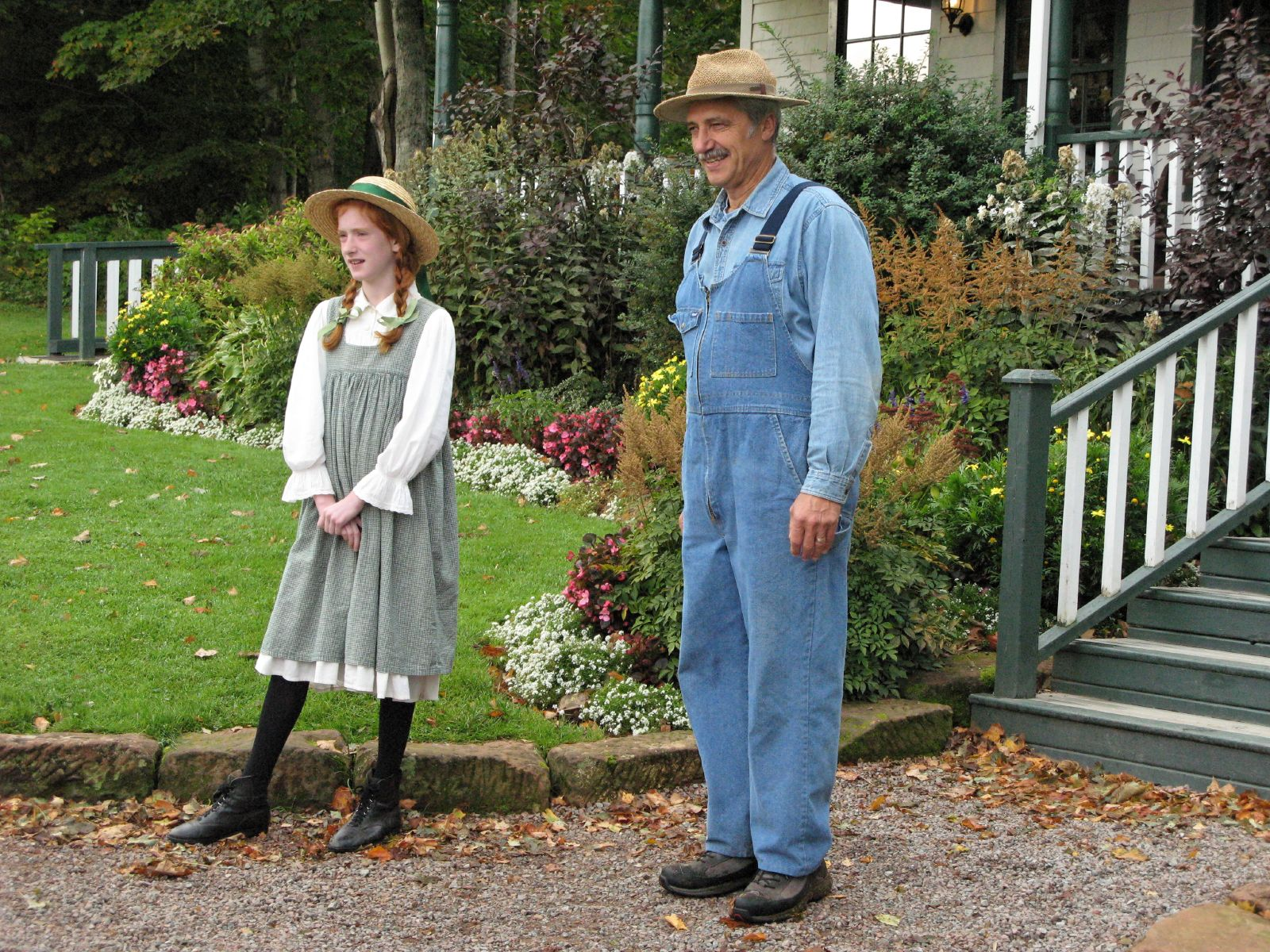
Attori al museo Anna dai capelli rossi

Cavendish è una sitcom della CBC del 2019 ambientata in questa zona rurale.